# Candilichera
Candilichera es un municipio y localidad española de la provincia de Soria, en la comunidad autónoma de Castilla y León. El término municipal, que incluye también las pedanías de Carazuelo, Duáñez, Fuentetecha y Mazalvete, tiene una población de 104 habitantes (INE 2024).

## Geografía
Pertenece al partido judicial de  Soria. Integrado en la comarca de Campo de Gómara, se sitúa a 19 km de la capital provincial. El término municipal está atravesado por las carreteras nacionales N-122, entre los pK 139 y 141, y N-234, entre los pK 335 y 339, además de por carreteras locales que comunican las distintas pedanías y conectan con Aldealafuente. 
El relieve del municipio es predominantemente llano, pero descendiente de norte a sur. La altitud oscila entre los 1150 m al noroeste y los 985 m al sur, a orillas del arroyo del Hocino. El pueblo se alza a 1006 m sobre el nivel del mar. 
| Noroeste: Renieblas                | Norte: Aldehuela de Periáñez y Arancón | Noreste: Arancón                   |
| Oeste: Alconaba                    |                                        | Este: Arancón y Cabrejas del Campo |
| Suroeste: Alconaba y Aldealafuente | Sur: Aldealafuente                     | Sureste: Cabrejas del Campo        |

El exclave de Mazalvete, situado al este, limita con Arancón, Almenar de Soria y Cabrejas del Campo. 

## Historia
Lugar que durante la Edad Media perteneció a la Comunidad de Ciudad y Tierra de Soria formando parte del Sexmo de Arciel
El censo de Pecheros de 1528, en el que no se contaban eclesiásticos, hidalgos y nobles, registraba la existencia 38 pecheros, es decir unidades familiares que pagaban impuestos.
A la caída del Antiguo Régimen la localidad se constituye en municipio constitucional en la región de Castilla la Vieja, partido de Soria que en el censo de 1842 contaba con 32 hogares y 126 vecinos. A mediados del siglo XIX, crece el término del municipio porque incorpora a Carazuelo, Duáñez, Fuentetecha y Mazalvete.
En el municipio durante 1965 se grabaron algunas escenas de la película de Doctor Zhivago de David Lean, en la que además de tomas del paisaje artificialmente nevado, participaron como extras numerosos habitantes del pueblo y de las poblaciones aledañas.

## Demografía
Cuenta con una población de 104 habitantes (INE 2024).
| Gráfica de evolución demográfica de Candilichera entre 1842 y 2021 |
| |
| Población de derecho según los censos de población del INE Población de hecho según los censos de población del INEEntre el censo de 1857 y el anterior, crece el término del municipio porque incorpora a 425023 (Carazuelo), 425037 (Duañez),425048 (Fuentetecha) y 425061 (Mazalvete) |

### Demografía reciente del núcleo principal
Candilichera (localidad) contaba a 1 de enero de 2011 con una población de 51 habitantes, 29 hombres y 22 mujeres.
| Gráfica de evolución demográfica de Candilichera (localidad) entre 2000 y 2011                   |
|                                                                                                  |
| Población de derecho (2000-2011) según los censos de población del INE a 1 de enero de cada año. |

### Población por núcleos
| Núcleos      | Habitantes (2000) | Habitantes (2011) |
| ------------ | ----------------- | ----------------- |
| Candilichera | 92                | 51                |
| Carazuelo    | 33                | 22                |
| Duáñez       | 18                | 13                |
| Fuentetecha  | 53                | 38                |
| Mazalvete    | 39                | 29                |

## Patrimonio
La iglesia está dedicada a Nuestra Señora de La Asunción y es de estilo románico aunque muy transformada en el siglo XVIII.

## Fiestas
Las fiestas patronales se celebran el 15 y el 16 de agosto.